# Mokraćnospolna pregrada
Mokraćnospolna pregrada (lat. diaphragma urogenitale) je mišićno vezivna pregrada smještena u prednjem dijelu zdjelice (dno zdjelice).
Mokraćnospolno pregradu čine dva sloja mišići:
- površniji sloj
  - gomoljnospužvasti mišić - lat. musculus bulbospongiosus
  - sjednošupljikasti mišić - lat. musculus ischiocavernosus
  - površinski mišić međice - lat. musculus transversus perinei superficialis
- dublji sloj
  - vanjski mišić zapirač mokraćne cijevi - lat. musculus sphincter urethrae externus
  - duboki mišić međice - lat. musculus transversus perinei profundus